# 拉格里普里-圣桑福里安
拉格里普里-圣桑福里安（法語：La Gripperie-Saint-Symphorien，法語發音：[la ɡʁipʁi sɛ̃ sɛ̃fɔʁjɛ̃]）是法国滨海夏朗德省的一个市镇，位于该省中西部，属于罗什福尔区。

## 地理
拉格里普里-圣桑福里安（45°48'2"N, 0°57'6"W）面积18.16 平方千米，位于法国新阿基坦大区滨海夏朗德省，该省份为法国西部滨海省份，北起旺代省，西临大西洋，南至吉倫特省，东南接多爾多涅省，东北接德塞夫勒省接壤，东临夏朗德省。
与拉格里普里-圣桑福里安接壤的市镇（或旧市镇、城区）包括：香槟、圣热姆、圣让当格勒、圣瑞斯特-吕扎克、圣索尔南。
拉格里普里-圣桑福里安的时区为UTC+01:00、UTC+02:00（夏令时）。

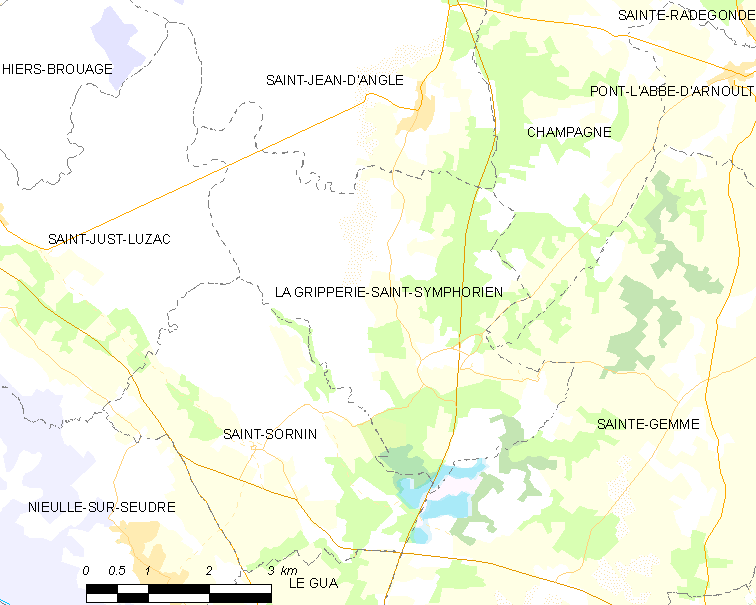
拉格里普里-圣桑福里安的OSM定位图

## 行政
拉格里普里-圣桑福里安的邮政编码为17620，INSEE市镇编码为17184。

## 政治
拉格里普里-圣桑福里安所属的省级选区为马雷讷县。

## 人口
拉格里普里-圣桑福里安于2022年1月1日时的人口数量为598人。

1962-2008年间拉格里普里-圣桑福里安人口变化图示